# 菱信ディーシーカード
菱信ディーシーカード株式会社（りょうしんディーシーカード）は、三菱UFJニコス株式会社の連結子会社で、クレジットカード会社である。

## 概要
菱信の親会社である株式会社三菱UFJフィナンシャル・グループの子会社「三菱UFJニコス株式会社」が取り扱うDCカードのフランチャイジーであり、菱信の顧客基盤を基にクレジットカード（DCカード）の発行やDCの加盟店の開拓を行っている。